# Valerie Bast
Valerie Bast (* 27. Februar 1997 in Wien) ist eine österreichische Schauspielerin.

## Leben und Karriere
Bast wirkte 2014 bei der Sommerproduktion von Open House Theatre Vienna in Romeo und Julia unter der Regie von Eric Lomas mit. Danach spielte sie, u. a. die Rolle der Hero in William Shakespeares Viel Lärm um Nichts in der Produktion von Shakespeare im Park (Regie: Eric Lomas & Roberta Brown). 2019 moderierte sie die 15. Ausgabe des Filmfestivals achtung berlin. Im selben Jahr spielte sie im Spielfilm Schlechte Helden die Rolle der Kimi und in der 2. Staffel von Meiberger – Im Kopf des Täters die Rolle der Petra.
Bast absolvierte ihre Schauspielausbildung von 2017 bis 2020 an der Schauspielakademie Elfriede Ott in Wien ab.
Bast war 2023–2024 Mitglied des Ensembles des Bayerischen Stadttheaters Hof. 2025 spielt sie die Hauptrolle in Shakespears "Was ihr wollt" bei den Festspielen Nordwestschweiz.

## Theater
- 2014 – Romeo und Julia von William Shakespeare, Regie: Eric Lomas, Rolle: Livia – Open House Theatre Vienna
- 2018 – Viel Lärm um Nichts von William Shakespeare, Regie: Eric Lomas, Rolle Hero – Shakespeare im Park
- 2019 – Romeo und Julia von William Shakespeare, Regie: Nina Gabriel, Rolle: Benvolio – Theater im Spielraum

## Filmografie
- 2019: Meiberger – Im Kopf des Täters (Fernsehreihe)
- 2020: Schlechte Helden[3] (Spielfilm)
- 2021: Room 128 (Fernsehreihe)[4]
- 2022: Blind ermittelt – Tod im Prater (Fernsehreihe)
- 2023: Followers (Amazon Prime)
- 2024: Praxis mit Meerblick – Kleine Wunder (Fernsehreihe)
- 2024: Beasts Like Us (Fernsehserie)
- 2025: Nykus (Kinofilm)